# دوزخ (فیلم ۱۹۱۱)
دوزخ (ایتالیایی: L'Inferno) یک فیلم صامت ایتالیایی محصول سال ۱۹۱۱ است که بر پایهٔ دوزخ دانته ساخته شد. این نخستین فیلم بلند ایتالیایی و همچنین به باور بسیاری، نخستین بلاکباستر واقعی تاریخ سینماست.